# Philosepedon cubana
Philosepedon cubana är en tvåvingeart som beskrevs av Lazar Botosaneanu och Valliant 1970. Philosepedon cubana ingår i släktet Philosepedon och familjen fjärilsmyggor. Inga underarter finns listade i Catalogue of Life.